# Fort Moultrie
O Fort Moultrie é uma série de cidadelas em Sullivan's Island, Carolina do Sul, construída para proteger a cidade de Charleston. O primeiro forte, construído de troncos de palmetto, inspirou a bandeira e o cognome (Palmetto State) da Carolina do Sul. Seu nome é uma homenagem ao comandante da batalha de Sullivan's Island, o general William Moultrie.
Fort Moultrie é a única área do Serviço Nacional de Parques, onde toda a história dos 171 anos de defesa da costa americana (1776-1947) pode ser rastreada.

## História

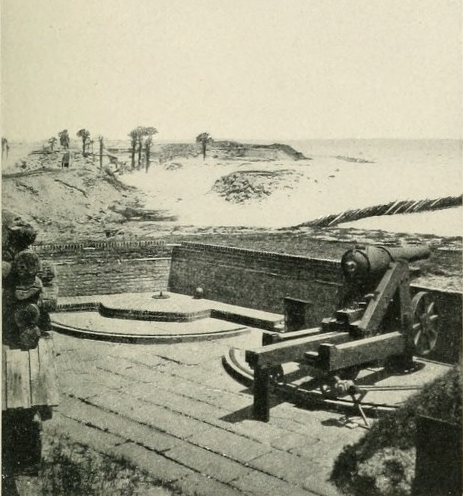
O confederado Fort Moultrie em Sullivan's Island com vista para o leste do porto de Charleston.

### Revolução Americana
Os patriotas da Carolina do Sul começaram a construir um forte para proteger o porto de Charleston em 1776. O almirante britânico, Sir Peter Parker, com nove navios de guerra britânicos atacaram o forte, ainda sem nome e incompleto, em 28 de junho de 1776, próximo ao início da Guerra Revolucionária Americana. As toras macias de palmetto não se partiram sob o bombardeio, e absorveram os tiros; as balas de canhão ainda ricochetearam nas paredes da estrutura. Nesta batalha, os patriotas revolucionários que compunham o 2º Regimento da Carolina do Sul, foram comandados por William Moultrie. O forte recebeu seu nome, Fort Moultrie, em sua homenagem. Os habitantes de Charleston comemoram o 'Dia da Carolina' para celebrar a bravura dos defensores do forte.
Os britânicos acabaram por capturar Fort Moultrie por ocasião do Cerco de Charleston, na primavera de 1780. No entanto, os colonos ganharam a guerra, e as tropas britânicas partiram em 1782.

### Início do período federal
A Inglaterra e a França começaram outra guerra em 1793, aumentando as tensões. Os Estados Unidos da América deram início a um sistemático trabalho de fortificação de seus portos mais importantes. Na parte mais alta da localização original do decadente Fort Moultrie, o Exército concluiu um novo forte em 1798; o Exército também construiu outros dezenove novos fortes ao longo da costa atlântica. Um furacão destruiu Fort Moultrie em 1804, e uma fortaleza de tijolos substituiu-o em 1809.
Fort Moultrie pouco mudou ao longo das cinco décadas seguintes. O Exército alterou o parapeito e modernizou o armamento, mas a defesa de Charleston cada vez mais se centralizou em torno do recém-criado Fort Sumter. Na época da Guerra Civil Americana, Fort Moultrie, Fort Sumter, Fort Johnson, e o Castelo Pinckney cercavam e defendiam Charleston.
Fort Moultrie, no entanto, começou a registrar as observações meteorológicas no início da década de 1820.
O Exército manteve o guerreiro indígena seminole Osceola e alguns de seus companheiros, prisioneiros em Fort Moultrie no final de 1837. Osceola morreu de malária em janeiro de 1838; o Exército enterrou seu cadáver em Fort Moultrie e, posteriormente, manteve a sua sepultura.

### Guerra Civil
A Carolina do Sul se separou da União em 20 de dezembro de 1860. Ao contrário dos seus homólogos dos outros fortes, os defensores de Fort Moultrie optaram por não se render às forças da Carolina do Sul. Em 26 de dezembro de 1860, o major da União, Robert Anderson transferiu a sua guarnição em Fort Moultrie para Fort Sumter, onde estaria mais bem protegida. Em 8 de fevereiro de 1861, a Carolina do Sul se juntou aos outros estados sulistas para formar os Estados Confederados da América. Em abril de 1861, as tropas confederadas bombardearam Fort Sumter dando início à Guerra Civil Americana.
Em abril de 1863, os ironclads e as baterias costeiras federais iniciaram um bombardeio a Fort Moultrie e a outros fortes em torno do porto de Charleston. Durante os vinte meses seguintes, o bombardeio da União reduziu Fort Sumter a uma pilha de escombros e colocou Fort Moultrie sob um monte de areia, que o protegeu contra os próximos bombardeios da União. O canhão raiado provou sua superioridade perante as fortificações de alvenaria, mas não à resistência dos artilheiros confederados que continuaram a defender Fort Moultrie. Em fevereiro de 1865, o Exército Confederado finalmente abandonou os destroços de Fort Moultrie e evacuou a cidade de Charleston.

### Período pós-guerra

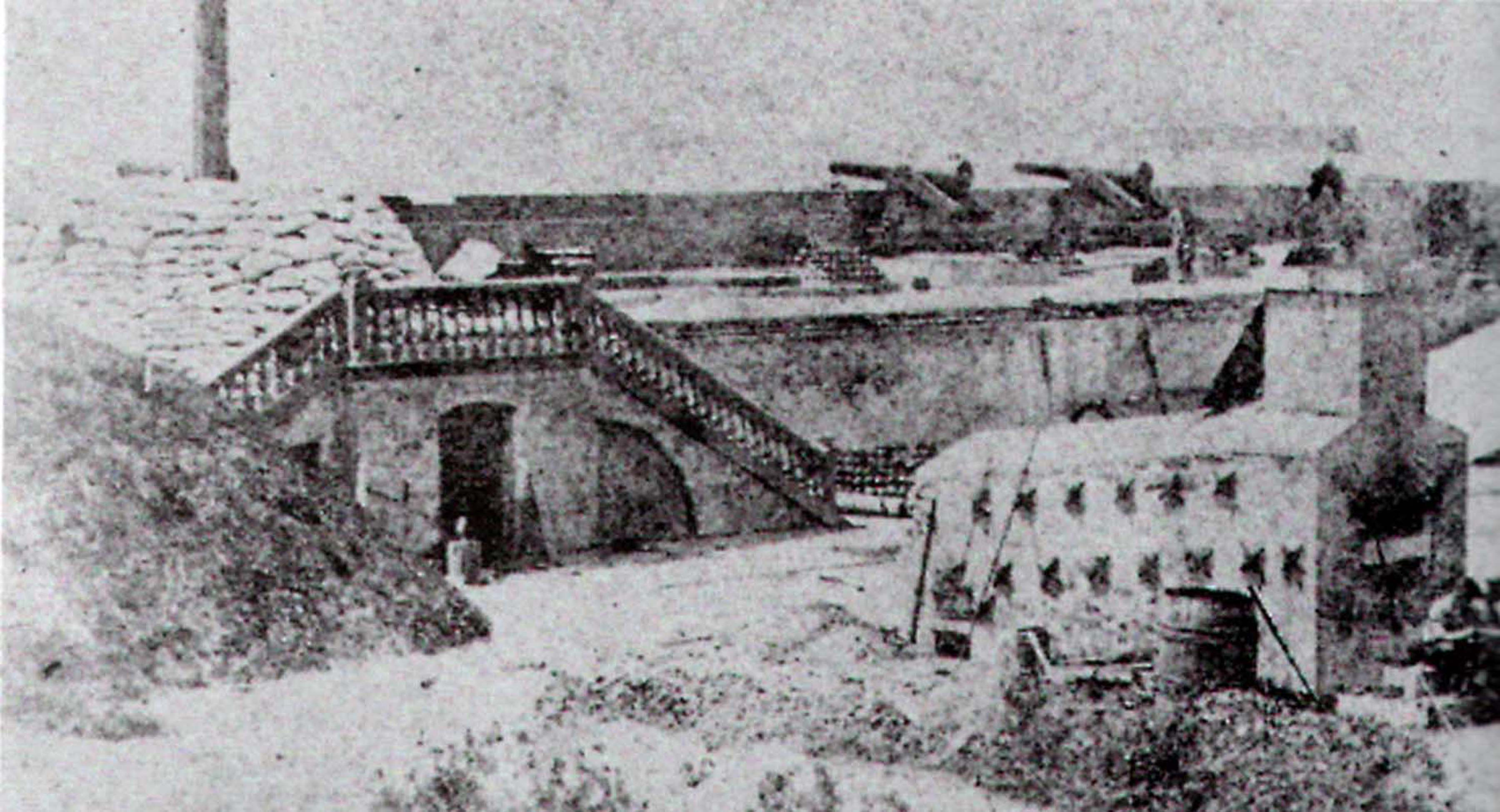
Fort Moultrie em 1861.

O Exército modernizou Fort Moultrie na década de 1870 com potentes canhões raiados e casamatas de concreto. Mais modernizações na década de 1880 tornaram todas as instalações em Sullivan's Island em torno do antigo forte em um complexo militar.
O forte evoluiu com o tempo através e depois da Segunda Guerra Mundial. A defesa do litoral dos Estados Unidos deixou de ser uma estratégia viável em 1947.

### Desmantelamento
O Departamento de Defesa, em 1960, transferiu a administração de Fort Moultrie para o Serviço Nacional de Parques. O Serviço Nacional de Parques gerencia o forte histórico como uma unidade de Fort Sumter National Monument. O Serviço Nacional de Parques construiu o forte como uma viagem ao tempo através de suas defesas da Segunda Guerra Mundial chegando até suas origens em toras de palmetto do período de William Moultrie.
O local foi incluído como um distrito histórico denominado Fort Moultrie Quartermaster and Support Facilities Historic District no Registro Nacional de Lugares Históricos em 6 de setembro de 2007. Em 2016, os Quartos de dólar dos Parques Nacionais para a Carolina do Sul trará "Fort Moultrie (Fort Sumter National Monument)".